# Esporte Clube Olímpia
Esporte Clube Olímpia é um clube brasileiro de futebol da cidade de Lauro de Freitas, no estado da Bahia. Foi fundado em 1 de junho de 2016.

## História
Criado em 2016 pelo jogador Anderson Talisca, jogador que foi revelado nas categorias de base do Esporte Clube Bahia, o Esporte Clube Olímpia é um clube de Lauro de Freitas, Bahia, Brasil.
Por incompatibilidade com a carreira o Esporte Clube Olímpia ficou inativo no ano de 2018 e, no ano seguinte, Talisca deu a presidência à sua mãe Ivone Souza para o clube poder participar da Segunda Divisão do Campeonato Baiano.

### Estreia
Fez sua estreia profissional na Segunda Divisão do Campeonato Baiano em 2019.
O clube começou bem em sua primeira temporada, o Olímpia foi vice campeão ao ganhar o primeiro jogo por 2 a 1, largando na frente na final. No jogo da volta acabou perdendo do Doce Mel na final por 3 a 0 e no agregado 4 a 2 para o adversário que subiu de divisão. 

## Suspensão
Em 2020 por decorrência da pandemia de COVID-19 o Olímpia suspendeu suas atividades e não retornou.